# Bredenfelde
Bredenfelde település Németországban, Mecklenburg-Elő-Pomeránia tartományban. Lakosainak száma 185 fő (2023. december 31.).

## Népesség
A település népességének változása:
| Lakosok száma | 201  | 195  | 187  | 182  | 185  |
|               | 2017 | 2019 | 2021 | 2022 | 2023 |